# Liutikas
Liutikas ist ein litauischer männlicher Familienname.

## Weibliche Formen
- Liutikaitė (ledig)
- Liutikienė (verheiratet)

## Personen
- Darius Liutikas (* 1977), Agrarpolitiker, Vizeminister
- Vytautas Liutikas (1930–1997), Mathematiker, Professor, Politiker, Seimas-Mitglied